# Uczelnia niepubliczna
Uczelnia niepubliczna – uczelnia założona przez osobę fizyczną lub osobę prawną inną niż jednostka samorządu terytorialnego albo państwowa, albo samorządowa osoba prawna.